# Mei (Schmieden)

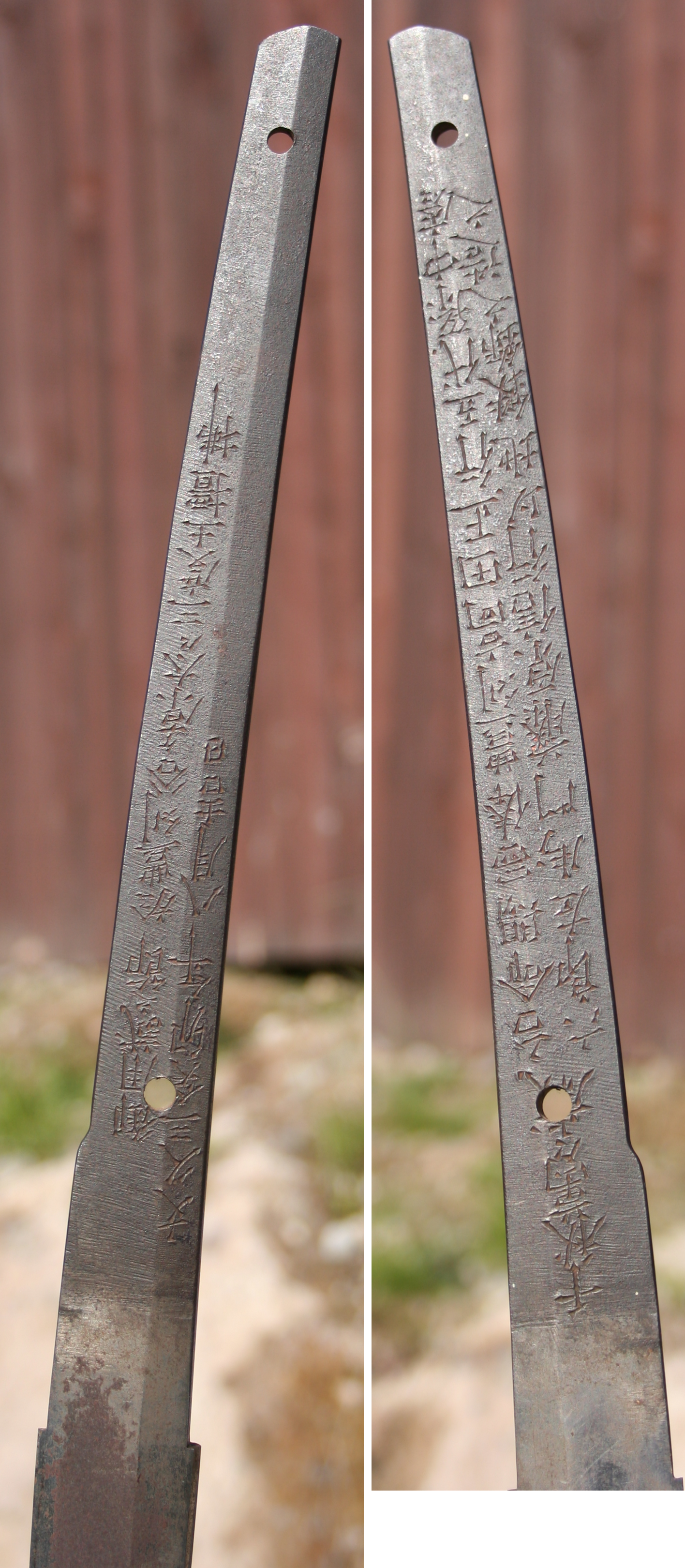
Mei auf der Nakago eines modernen Katana

Die Mei (jap. 銘, dt. „Signatur“) auch Mei-kiri (銘切り, „Signaturgravur“) ist die Signatur eines japanischen Klingenschmiedemeisters auf der Angel (Nakago) einer Klinge.

## Beschreibung
Die Schmiedemeister gravierten oft nicht nur ihren Namen in die Nakago, sondern auch andere Angaben wie Wohnort, Herstellungsdatum und Auftraggeber.
Abhängig von der Art der Klinge gab es Unterschiede in der Bezeichnung:
1. Tachi-mei (太刀銘): Seit den ersten Tachis wurde die Signatur hier so angebracht, dass sie vom Träger wegzeigte, wenn er das Schwert trug. Das liegt darin begründet, dass die Tachi im Gegensatz zum Katana mit der Schneide nach unten in der Saya getragen wurden. Die meisten Schwerter, Dolche und Wakizashi, die während der Muromachi-Zeit gefertigt wurden, trugen ein Tachi-mei. Eine Ausnahme bildeten die Schmieden der Ko-Aoe-Schule, die die Innenseite signierten, sodass die Signatur zum Träger hin zeigte, wenn sie das Schwert mit der Schneide nach unten trugen.
2. Katana-mei (刀銘): Die Katana-mei bezeichnet Signaturen an Klingen, bei denen die Signatur nach außen weist, also vom Träger weg, wenn das Schwert mit der Schneide nach oben getragen wird. Alle Klingen, die nach der Muromachi-Zeit gefertigt wurden, haben fast ausnahmslos diese Signatur, ebenso die, die von der Tadayoshi-Schule und Schmiedemeister Yamashiro no kami Kunikiyo gefertigt wurden und die, die ihre Klingen normalerweise immer mit Tachi-mei signierten, wie es die Shinshinto-Schmiede der Suinshinshi-Schule auch oft taten.
3. Omote-mei (表銘, „Signatur auf der Vorderseite“): Diese Bezeichnung wird benutzt, wenn sich die gesamte Signatur auf der Vorderseite der Klinge befindet. Diese Signatur enthält die Adresse und den Titel des Schmiedes, im Besonderen, wenn die Klinge nach der Muromachi-Zeit gefertigt wurde.
4. Ura-mei (裏銘, „Signatur auf der Rückseite“): Bezeichnet eine Signatur die genau auf der Gegenseite der Omote-mei liegt. Diese Signatur enthält im Allgemeinen das Datum, den Namen des Auftraggebers usw. Schwerter, die als Geschenk für den Kaiser (Tennō) gedacht waren, wurden immer in Ura-mei signiert.

Auch Handwerkskünstler hinterließen ihren Namen auf diese Weise auf den von ihnen hergestellten oder bearbeiteten Gegenständen (Polierer, Tsuba-, Saya- und Koshirae-Hersteller).